# اس‌اس سادرهام
اس‌اس سادرهام (به انگلیسی: SS Söderhamn) یک کشتی بود که طول آن ۲۴۰ فوت ۸ اینچ (۷۳٫۳۶ متر) بود. این کشتی در سال ۱۸۹۹ ساخته شد.